# Adelphailurus
Adelphailurus — вимерлий рід шаблезубих котів з триби Metailurini, які населяли західну частину Північної Америки протягом міоцену, від 10.3 до 5.33 млн років тому.
Це була тварина розміром з пуму і, можливо, мала звички, схожі на звички пуми.